# Памятник Тарасу Шевченко (Загреб)
Памятник Тарасу Шевченко (хорв. spomenik Tarasu Ševčenku u Zagre) — монумент, воздвигнутый в честь украинского поэта, прозаика, художника и этнографа Тараса Григорьевича Шевченко в столице Хорватии — городе Загреб.

## История
Памятник Тарасу Шевченко в Загребе был торжественно открыт 21 мая 2015 года в парке неподалёку от улицы Украинской.
Автор скульптурной работы — К. Добрянский, который также является автором памятника Ивану Франко в хорватском Липике.
Церемонию открытия памятника провел мэр Загреба Милан Бандич. Кроме него на торжественном открытии выступали бывший посол Республики Хорватии на Украине Джуро Видмарович, глава Всемирной координационного совета украинцев Михаил Ратушный, посол Украины в Республике Хорватии Александр Левченко, бывший президент Хорватии Степан Месич, представители культурных организаций.